# Nikolai Nikolaeff
Nikolai Nikolaeff, souvent surnommé Niko, est un acteur australien né le 26 décembre 1981. Il a joué dans plusieurs séries, comme Coups de génie, Power Rangers : Jungle Fury, Sea Patrol et Daredevil.

## Biographie
Nikolaeff a commencé sa carrière d'acteur à l'âge de douze ans et s'est inscrit dans le Théâtre de la jeunesse victorienne. Il a fréquenté l'école à Caulfield Grammar School et à seize ans, Nikolaeff décroché un rôle de premier plan dans Crash Zone qui a conduit à un certain nombre de rôles. Il a un baccalauréat des arts à l'Université Monash à Caulfield.

## Filmographie

### Cinéma
- 2018 : 22 Miles (Mile 22) de Peter Berg : Alexander
- 2009 : Kin : Vlad
- 2007 : Valentine's Day : Jodie
- 2004 : Furtif : un russe
- 2001 : Subterano Todd
- 2023 : The Last Voyage of the Demeter d'André Øvredal

### Télévision
- The OA - Mr Azarov (2016-2019) (4 épisodes)
- Daredevil - Vladimir (2015) (4 épisodes)
- Camp -  David "Cole" Coleman, the camp’s maintenance guy (2013) (10 épisodes)
- Sea Patrol – Leo '2Dads' Kosov-Meyer (2009 - 2011) (42 épisodes)
- The Pacific – Rear Echelon Man (2009)
- Power Rangers: Jungle Fury – Dominic/Rhino Ranger (14 épisodes, 2008)
- Mark Loves Sharon – Robbie Kane (1 épisode, 2008)
- Canal Road – Vladimir (2 épisodes, 2008)
- Forged – Juda (2006)
- Penicillin: The Magic Bullet – James
- Scooter: Secret Agent – Ed (1 épisode, 2005)
- Stingers – Slug (1 épisode, 2004)
- Blue Heelers – Aiden Wiltshire/Stephen Chernov (2 épisodes, 1999–2004)
- The Saddle Club – Drew Regnery (19 épisodes, 2003)
- Subterano – Todd (2003)
- Crash Zone – Mike Hansen (26 épisodes, 1998–2001)
- Pig's Breakfast – Nick (3 épisodes, 2000–2001)
- Eugenie Sandler P.I. – Bogdan (1 épisode)
- Round the Twist – Snorrison (2 épisodes, 2000)
- High Flyers – Nick (1999)